# Communauté de communes de Semur-en-Brionnais
Die Communauté de communes de Semur-en-Brionnais (vor 2021: Communauté de communes du Canton de Semur-en-Brionnais) ist ein französischer Gemeindeverband mit der Rechtsform einer Communauté de communes im Département Saône-et-Loire in der Region Bourgogne-Franche-Comté. Sie wurde am 15. November 1994 gegründet und umfasst 14 Gemeinden. Der Verwaltungssitz befindet sich im Ort Saint-Christophe-en-Brionnais.

## Mitgliedsgemeinden
| Gemeinde                                     | Einwohner 1. Januar 2022 | Fläche km² | Dichte Einw./km² | Code INSEE | Postleitzahl |
| -------------------------------------------- | ------------------------ | ---------- | ---------------- | ---------- | ------------ |
| Briant                                       | 230                      | 13,31      | 17               | 71060      | 71110        |
| Fleury-la-Montagne                           | 722                      | 8,75       | 83               | 71200      | 71340        |
| Iguerande                                    | 1.001                    | 21,43      | 47               | 71238      | 71340        |
| Ligny-en-Brionnais                           | 379                      | 15,94      | 24               | 71259      | 71110        |
| Mailly                                       | 147                      | 5,47       | 27               | 71271      | 71340        |
| Oyé                                          | 290                      | 18,38      | 16               | 71337      | 71800        |
| Saint-Bonnet-de-Cray                         | 508                      | 22,41      | 23               | 71393      | 71340        |
| Saint-Christophe-en-Brionnais                | 513                      | 15,07      | 34               | 71399      | 71800        |
| Saint-Didier-en-Brionnais                    | 122                      | 11,34      | 11               | 71406      | 71110        |
| Saint-Julien-de-Jonzy                        | 337                      | 22,66      | 15               | 71434      | 71110        |
| Sainte-Foy                                   | 143                      | 8,30       | 17               | 71415      | 71110        |
| Sarry                                        | 95                       | 9,67       | 10               | 71500      | 71110        |
| Semur-en-Brionnais                           | 608                      | 15,56      | 39               | 71510      | 71110        |
| Varenne-l’Arconce                            | 111                      | 8,30       | 13               | 71554      | 71110        |
| Communauté de communes de Semur-en-Brionnais | 5.206                    | 196,59     | 26               | –          | –            |

## Geographie

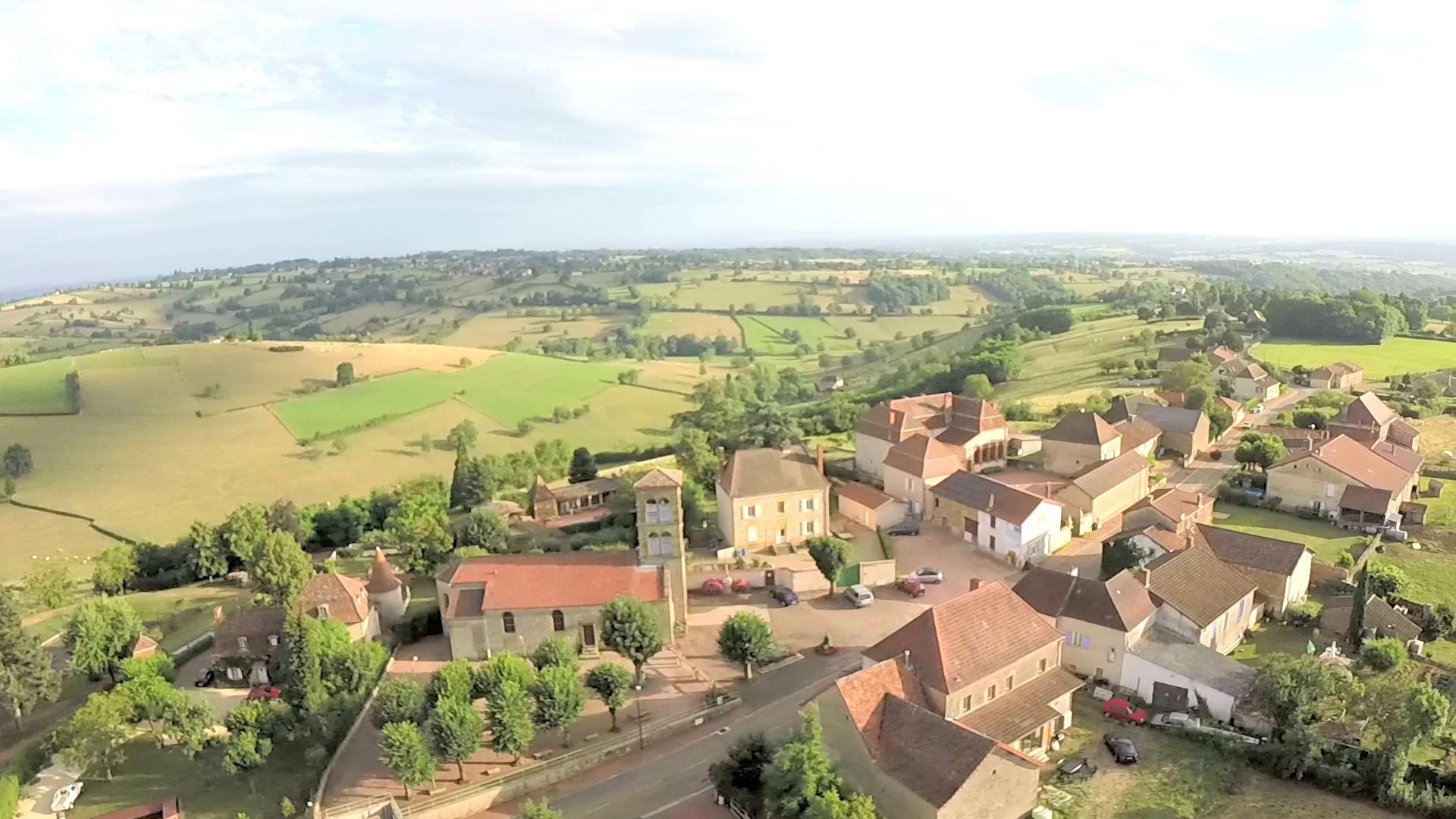
Mailly

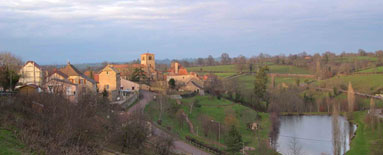
Briant

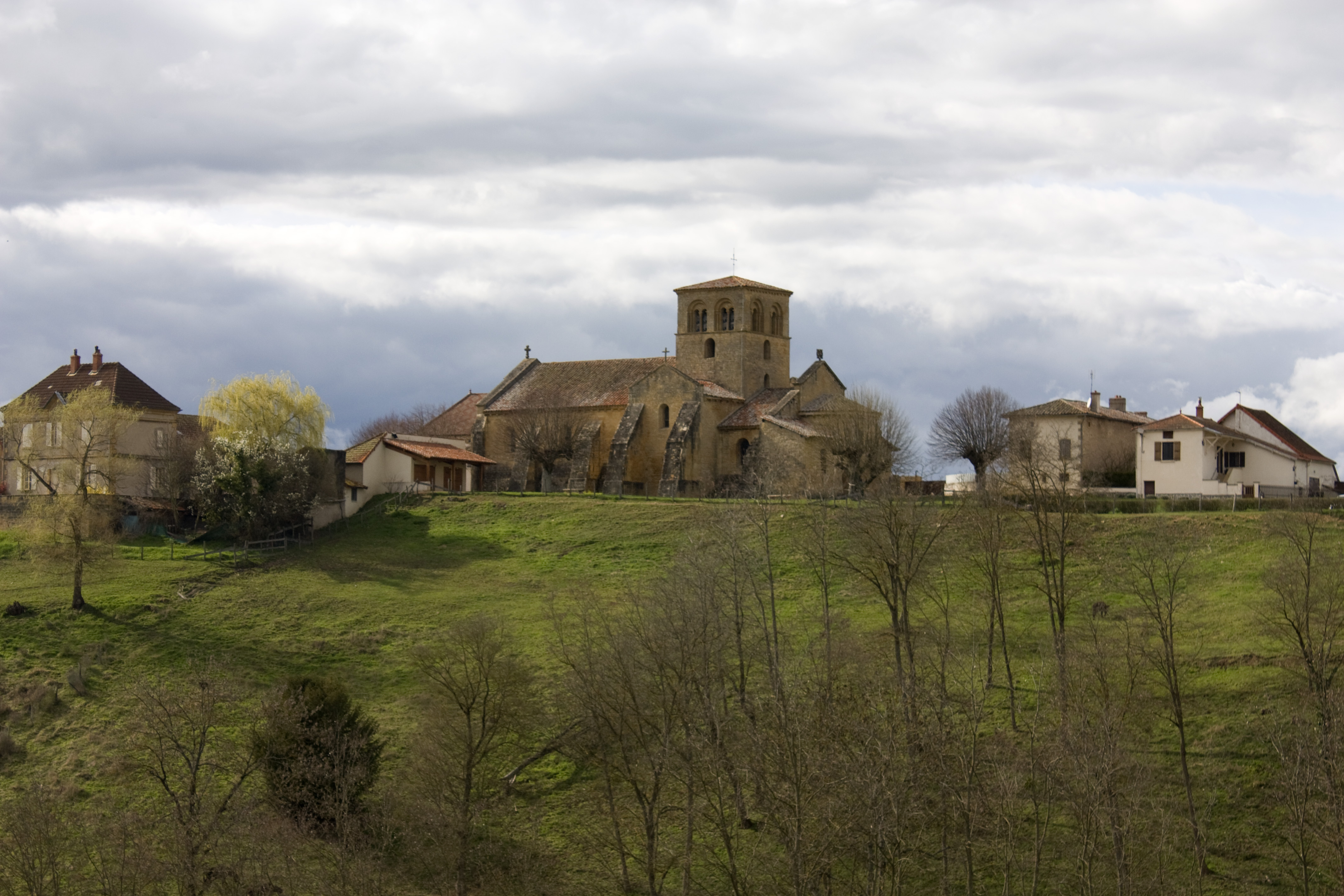
Iguerande

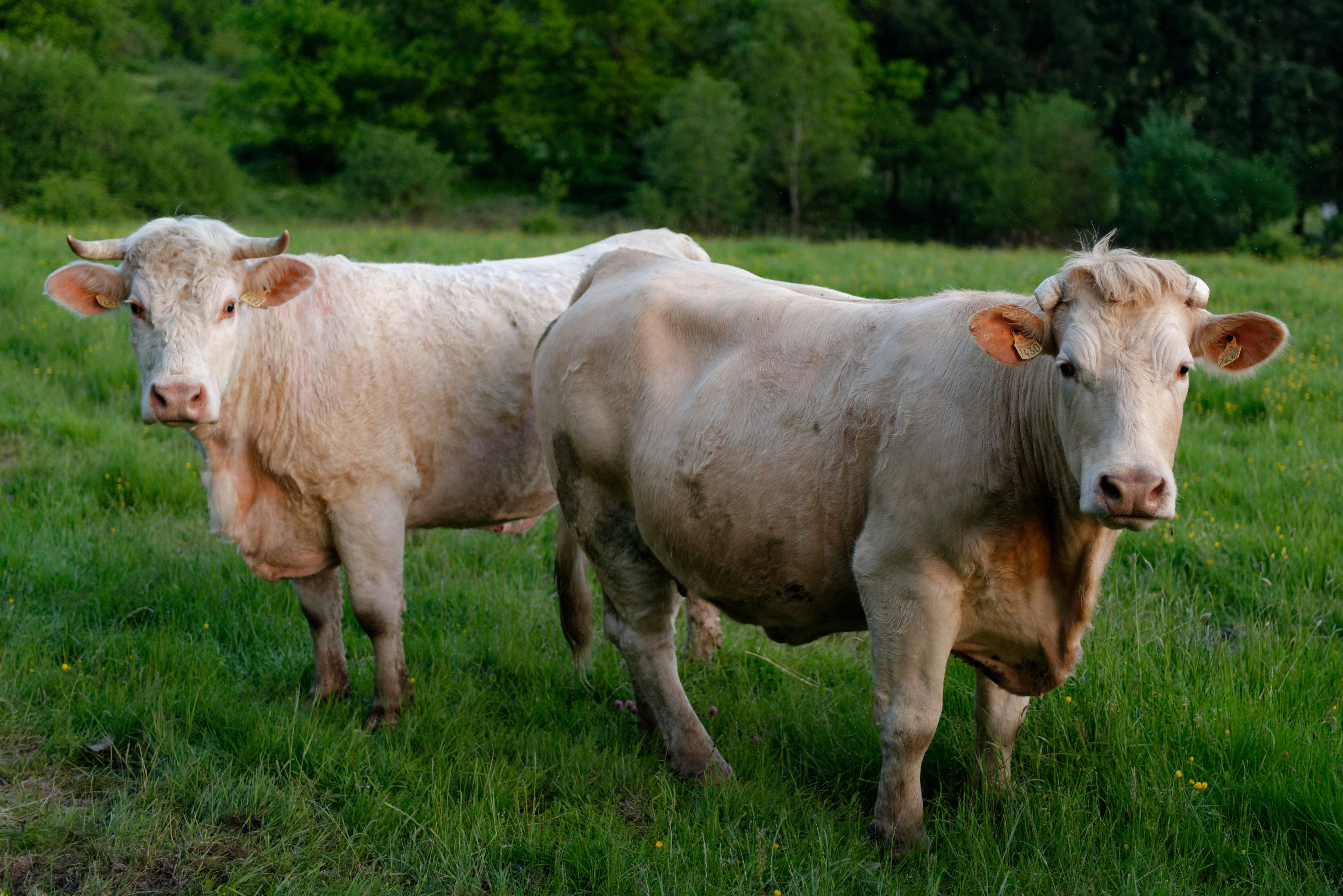
Charolais-Rinder

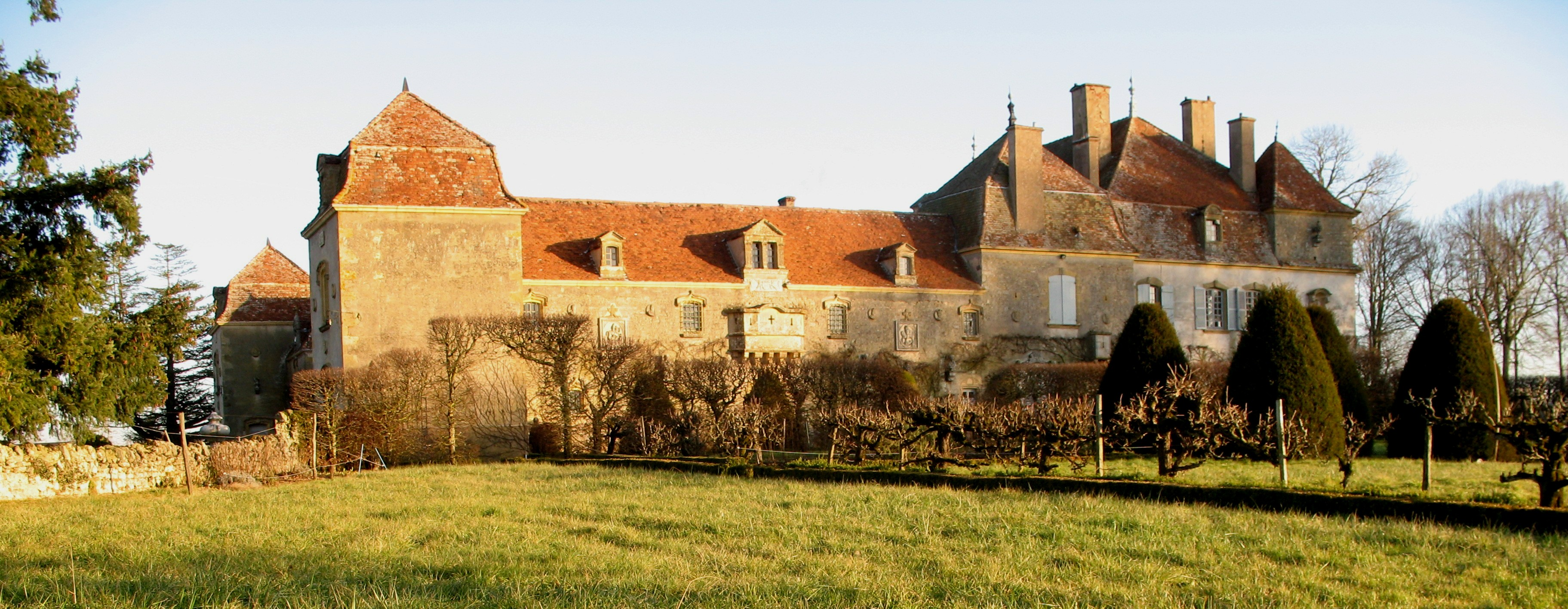
Oyé – Château de Chaumont

### Lage
Der Gemeindeverband befindet sich etwa 15 bis 40 Kilometer südlich von Paray-le-Monial und umfasst das geographische Zentrum der historischen Kulturlandschaft des Brionnais im Süden Burgunds. Die Grenze zum Département Loire bildet gleichzeitig die südliche Grenze des Gemeindeverbands.

### Landschaft
Das Landschaftsprofil ist wellig bis hügelig in Höhenlagen zwischen 250 und 550 Metern ü. d. M. Der höchstgelegene Ort mit etwa 500 Metern ist Saint-Julien-de-Jonzy; der tiefstgelegene ist Iguerande mit etwa 270 Metern.

### Klima
Das Klima im Brionnais hat Mittelgebirgscharakter – es regnet verhältnismäßig oft. Die sommerlichen Tageshöchsttemperaturen übersteigen nur selten 30 °C; im Winter sind Temperaturen unter 0 °C keine Seltenheit.

## Wirtschaft
Alle Gemeinden sind traditionell landwirtschaftlich orientiert. Spielte bis ins späte 19. Jahrhundert hinein der Weinbau eine wichtige Rolle, so wurde dieser nach der Reblauskrise nahezu vollständig aufgegeben. Viele Bauern widmen sich nunmehr hauptsächlich der Viehzucht, d. h. der Aufzucht von Charolais-Rindern, die auf den saftigen Weiden gur gedeihen.

## Geschichte
Das Brionnais erlebte seine Blütezeit im Mittelalter – der im Jahr 1121 heiliggesprochene Hugo von Semur, einer der bedeutendsten Äbte (1049–1109) der Abtei Cluny, stammte aus der Gegend. Ab dem 12. Jahrhundert gehörte das Brionnais zum unmittelbaren Einflussbereich des etwa 50 Kilometer entfernten Benediktiner-Klosters; mehrere Priorate, darunter Varennes-l’Arconce, Iguerande u. a. unterstanden der Abtei direkt oder indirekt. In der zweiten Hälfte des 16. Jahrhunderts, d. h. in der Zeit der Hugenottenkriege (1562–1598), hatten einige Orte unter Übergriffen zu leiden. In den Anfangsjahren der Französischen Revolution wurden die Portaltympana mehrerer Kirchen zerstört.

## Sehenswürdigkeiten
Die hügelige und abwechslungsreiche Landschaft eignet sich gut zum Wandern. In kultureller Hinsicht sind vor allem die romanischen Kirchen von Semur-en-Brionnais, Varenne-l’Arconce, Iguerande und Saint-Julien-de-Jonzy zu erwähnen. Semur-en-Brionnais zählt zu den schönsten Dörfern Frankreichs. Auch einige – allerdings weniger bedeutende – Burgen und Schlösser sind zu sehen (z. B. in Semur oder Oyé).